# 饒位
饒位（1553年—？），字廷立，一字立之，號行素，江西南昌府進賢縣（今江西省南昌市進賢縣）人，明朝政治人物，同進士出身。

## 生平
萬曆七年（1579年）中己卯科江西鄉試第一名舉人（解元）。萬曆八年，登進士第三甲第七十七名。初授内黄县知县，十三年七月选授河南道試監察御史，弹劾弹工部尚书杨兆，丁忧归。十七年四月除補福建道御史，十八年巡按广西，二十年五月提调南直隶学政，二十二年八月升湖广副使，十一月因病乞休归。
明光宗即位，起升尚宝司卿。天啓元年（1621年）七月升太仆寺少卿，二年四月升大理寺左少卿，九月升光禄寺卿，三年四月升大理寺卿，三年十一月官至工部右侍郎，不久以母老請歸。
饒位兄饒伸，官刑部左侍郎。兩兄弟在母親活到一百歲時，先後以侍養告歸，榮耀之至。
曾祖父饒桂；祖父饒纁；父親饒汝楫。母劉氏。重庆下。弟任、儒、佑、伸（贡士）、傅、倬、儆。